# Ligdia extratenebrosa
Ligdia extratenebrosa är en fjärilsart som beskrevs av Eugen Wehrli 1936. Ligdia extratenebrosa ingår i släktet Ligdia och familjen mätare. Inga underarter finns listade i Catalogue of Life.